# Byrrhus fasciatus
Byrrhus fasciatus là một loài bọ cánh cứng trong họ Byrrhidae. Loài này được Forster miêu tả khoa học năm 1771.

## Hình ảnh

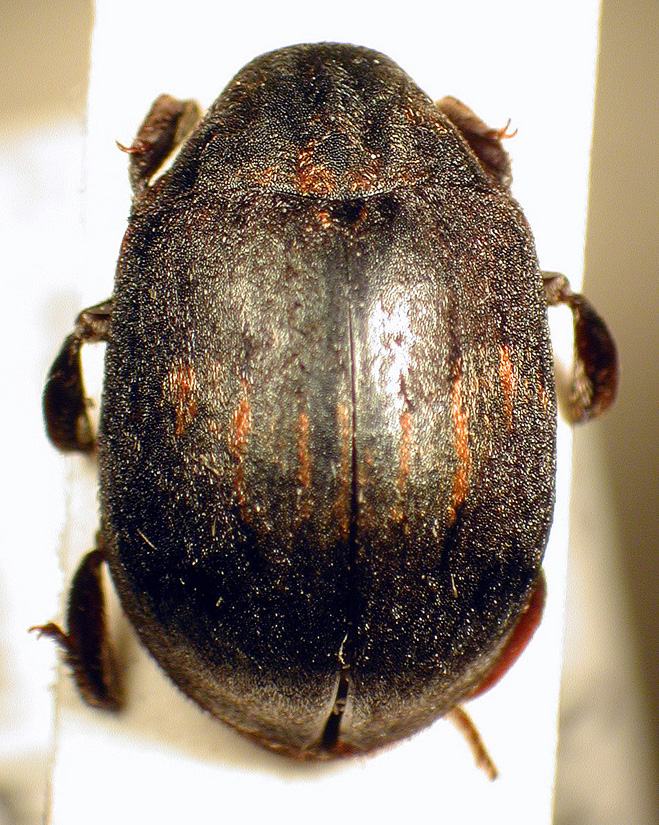